# Andrew E. Lee
Andrew Ericson Lee (* 18. März 1847 bei Bergen, Norwegen; † 19. März 1934 in Vermillion, South Dakota) war ein US-amerikanischer Politiker und von 1897 bis 1901 der dritte Gouverneur des Bundesstaates South Dakota.

## Frühe Jahre
Im Alter von vier Jahren kam Lee mit seinen Eltern in die Vereinigten Staaten. Die Familie ließ sich zunächst in Wisconsin nieder. Über Iowa kam er im Jahr 1867 in das Dakota-Territorium. Im Ort Vermillion wurde er Händler und Viehzüchter. Zwischen 1892 und 1893 war er Stadtrat in Vermillion und hatte später auch das Amt des Bürgermeisters der Stadt inne. Damals war Lee Mitglied der People’s Party, eines Ablegers der Populist Party, die in den 1880er und 1890er Jahren in einigen Teilen der USA sehr stark war. Die Partei vertrat die Interessen der kleinen Farmer und Arbeiter. Bekanntestes Mitglied war William Jennings Bryan. Später fusionierte die Partei mit den Demokraten. Im Jahr 1896 wurde er als Kandidat der People’s Party zum neuen Gouverneur von South Dakota gewählt. Zum Zeitpunkt seiner Wiederwahl zwei Jahre später war die Partei bereits mit der Demokratischen Partei verschmolzen und nannte sich zu diesem Zeitpunkt Fusion Party.

## Gouverneur von South Dakota
Lee trat sein neues Amt am 1. Januar 1897 an. Er ist einer von bislang nur fünf Gouverneuren von South Dakota, die nicht der Republikanischen Partei angehörten. In Lees Amtszeit fiel der Spanisch-Amerikanische Krieg. Für diesen Krieg wurde ein Infanterie-Regiment aus South Dakota auf die Philippinen entsandt. Die Einheit nahm dort zwar nicht am eigentlichen Krieg teil, wurde aber im Jahr 1899 zur Niederschlagung eines philippinischen Aufstands benötigt. Andere Truppen aus South Dakota wurden den Reserve-Truppen zur Verfügung gestellt. Die Rekrutierung und später wieder die Rückführung der Soldaten in das zivile Leben South Dakotas gehörte zu den Aufgaben des Gouverneurs. Ansonsten versuchte Lee die Verwaltung effizienter zu machen. Im Jahr 1900 erreichte die Eisenbahn bei Evarts im Norden des Landes den Missouri. Dadurch wurde die Stadt Evarts ein bedeutender Umschlagsplatz vor allem für Vieh, das von hier aus in die Schlachthöfe Chicagos verladen wurde. Nachdem er eine dritte Kandidatur abgelehnt hatte, schied Andrew Lee am 8. Januar 1901 aus seinem Amt aus.
Nach dem Ende seiner Amtszeit widmete sich Lee wieder seinen privaten Geschäften in Vermillion. Im Jahr 1908 bewarb er sich noch einmal erfolglos um eine Rückkehr in das Amt des Gouverneurs. Er starb 1934 in Vermillion. Andrew Lee war mit Annie M. Chappell verheiratet, gemeinsam hatten sie ein Kind.